# Abdelkrim Doudène
 (février 2020).
Si vous disposez d'ouvrages ou d'articles de référence ou si vous connaissez des sites web de qualité traitant du thème abordé ici, merci de compléter l'article en donnant les références utiles à sa vérifiabilité et en les liant à la section « Notes et références ».
Abdelkrim Doudène est un footballeur algérien né le 25 octobre 1972 à Taourga dans la wilaya de Boumerdès. Il évoluait au poste de milieu de terrain. Il est l'actuel manager général de la JS Kabylie, depuis le 29 mai 2024.

## Biographie
Il joue notamment 59 matchs en première division algérienne entre 2002 et 2005.

## Palmarès
- Champion d'Algérie en 1999 avec le MC Alger.
- Champion d'Algérie en 2004 avec la JS Kabylie.
- Vice-champion d'Algérie en 2002 et 2005 avec la JS Kabylie.
- Vainqueur de la Coupe d'Algérie en 1994 avec la JS Kabylie.
- Vainqueur de la Coupe d'Algérie en 2004 avec la JS Kabylie.
- Vainqueur de la Coupe de la CAF en 2001 et 2002 avec la JS Kabylie.
- Vainqueur de la Supercoupe d'Algérie en 1994 avec l'US Chaouia.
- Finaliste de la Supercoupe d'Algérie en 1995 avec la JS Kabylie.